# Евразийская музыкальная премия
Евразийская Музыкальная Премия ЕМА (EMA Eurasian Music Awards) — Центрально Азиатская музыкальная премия в области популярной музыки. Присуждается с 2009 года как независимая премия Центрально-Азиатского музыкального телеканала MuzZone. Последователь музыкальных премий «Муз Фишка 2006» и «Муз Фишка 2007», основанных Арманжаном Байтасовым в поддержку артистов Казахстана.

## История
В декабре 2009 года Евразийский Музыкальный Телеканал MuzZone в лице его владельца Арманжана Байтасова, дал старт присуждению Первой Музыкальной Премии. После двухлетнего затишья премия получила название Евразийской — Eurasian Music Award.
Лучшими исполнителями были признаны Дильназ Ахмадиева и Айкын, в числе победителей оказались группы Кешью и Rin’Go , Скиллз, Абдулкарим. Для восходящей звезды Али Окапова Первая Премия стала триумфальной- певец унес с собой 2 статуэтки. Специальные премии получили Куат Шильдебаев и Батырхан Шукенов. Лучшим артистом Евразии была признана группа «Город 312».
Тогда же премия расширила свои границы. Украину на ЕМА 2012 представляла молодая звезда танцевальных чартов СНГ Кристина Межинская.
По мнению экспертов, шоу прошло на высоком уровне, собрав под куполом Дворца Спорта порядка 5 тысяч человек. Специальным гостем премии стал лидер всех музыкальных чартов СНГ- Дан Балан.

## Цели и задачи премии ЕМА
- Популяризация и развитие центрально азиатской и казахстанской музыки;
- Привлечение внимания к Республике Казахстан, как эффективной площадке для ведения бизнеса в сфере музыки и развлечений;
- Продвижение Казахстана на мировом музыкальном рынке, а также рынках стран СНГ;
- Формирование положительного имиджа страны;

## Особенности премии ЕМА
- Интерактивность — поддержка всех современных технических средств и каналов для проведения отбора и голосования;
- Открытость — Поддержка как популярных, так и малоизвестных талантливых исполнителей;
- Честность — Возможность народного контроля на процесс голосования, введение академии музыкальных экспертов, высокая прозрачность результатов. Отсутствие лобби, личных симпатий и интересов;
- Зрелищность — использование современных технологических средств визуального оформления;
- Оригинальность — оригинальный подход, содержание, режиссура воплощения, способные внести кардинальное отличие от других аналогичных мероприятий в соседних странах.

## I премия ЕМА-2012
Победители ЕМА-2012
«Дебют года» — Али Окапов
«Лучшая исполнительница» — Дильназ Ахмадиева
«Лучший Исполнитель» — Айкын
«Лучшее видео» — Динара Султан за клип «Энергия Любви»
«Лучшая песня» — Али Окапов за «Арманга»
«Лучший мужской коллектив» — Rin`Go
«Лучший женский коллектив» — КешYou
«Лучший саундтрек» — фильм «Шал»
«Лучший рекламный музыкальный видеоролик» — Activ
«Лучший live- коллектив» — SKILLZ
«Лучший этно-проект» — Улытау (группа)
«Лучшая песня о любви» — Дуэт L за «Love Story»
«Лучшая рок- группа» — Angry Ants
«Приз зрительских симпатий» — Каримов, Абдулкарим
«Артист Евразии» — Город 312
«За вклад в развитие шоу бизнеса» — Куат Шильдебаев
«За верность музыке» — Батырхан Шукенов

## II премия ЕМА-2013
Успех Первой Премии вдохновил организаторов провести Вторую Евразийскую музыкальную премию уже осенью 2013 года и приурочить музыкальное событие к празднованию Дня Города Алматы. Список номинантов в 10 категориях был составлен путём экспертного отбора руководства телеканала по видеоматериалам, выпущенных в 2013 году. Помимо основных 10 номинаций, дополнительно были оглашены имена победителей партнерами премии.
Победители ЕМА-2013
«Лучший артист Евразии» — Батырхан Шукенов
«Дебют года» — Анель Аринова
«Лучшая исполнительница» — Luina
«Лучший Исполнитель» — Али Окапов
«Лучшее видео» — Amouage за клип «Солнце»
«Лучшая песня» — K-Rim «Ты для меня»
«Лучший мужской коллектив» — Rin`Go
«Лучший женский коллектив» — КешYou
«Лучший группа» — МузАрт
«Лучший дуэт» — Айкын и Al Nasr G-HAD с песней «Асылым»
«Лучший live- коллектив» — Bacardi
«Лучший этно-проект» — FM
«Лучшая рок- группа» — Moto-Roller
«За вклад в развитие шоу-бизнеса» — Еркеш Шакеев

## III премия EMA-2014
Третья по счёту музыкальная премия прошла в Алматы 20 сентября 2014 года на Центральном стадионе в Алматы. Хедлайнером премии выступила победительница музыкального конкурса «Евровидение-2012» Loreen из Швеции.
Победители EMA-2014
«Лучший артист Евразии» — Ани Лорак
«Прорыв Евразии» — 5sta Family
«Дебют года» — Серик Ибрагимов
«Лучшая исполнительница» — Luina
«Лучший исполнитель» — Кайрат Нуртас
«Лучшее видео» — Калия (Kaliyaa) на песню «Жүрегім сен деп соғады»
«Лучшая песня» — Mysterions «Неге Yндемедiн»
«Лучший мужской коллектив» — Орда
«Лучший женский коллектив» — Город-А
«Лучший группа» — До-Ми-Но
«Лучший дуэт» — Дервиши и Rash
«Лучшая рок- группа» — Blues Motel
«Выбор Интернета» — Дилани
«За вклад в развитие шоу-бизнеса» — Нагима Ескалиева
«За лучшее концертное шоу» — Жамиля Серкебаева за шоу «Пятая стихия»

## IV премия EMA-2015
Организаторы EMA-2015 учредили специальную номинацию имени выдающегося музыканта и композитора Батырхана Шукенова, умершего от инфаркта 28 апреля 2015 года. Её обладателями стала группа CHICK FLICK.
Победители EMA-2015
«Лучший артист Евразии» — А-Студио
«Прорыв года» — NURI
«Лучшая исполнительница» — Жанар Дугалова
«Лучший исполнитель» — Айкын Толепберген
«Лучшее видео» — Диана Шарапова и Акылбек Жеменей — «Өтеді алдан бір бейне»
«Лучшая песня» — Серик Ибрагимов «Жаяу»
«Лучший мужской коллектив» — All Давай
«Лучший женский коллектив» —КешYou
«Лучший коллектив» —Project Zenit
«Лучший дуэт» — Дильназ Ахмадиева и Макпал Исабекова
«Лучшая рок- группа» — SPUTNIKI
«Приз зрительских симпатий» — дуэт Zakir и Almira
«За вклад в развитие шоу-бизнеса» — Yunus Pers
«Лучший композитор Евразии» — Еркеш Шакеев

## V премия EMA-2016
V Евразийская музыкальная премия телеканала MuzZone EMA-2016 проходила на концертной площадке — в Ледовом Дворце Almaty Arena. Церемонию награждения открывал бывший аким города Алматы — Бауыржан Байбек.
Победители EMA-2016
«Лучший артист Евразии» — Роза Рымбаева
«Прорыв Евразии» — Алексей Воробьев
«Прорыв года» — Ninety One
«Лучшая исполнительница» — Индира Елемес
«Лучший исполнитель» — Алишер Каримов
«Лучшее видеоклип» — Артур Толепов «Без тебя»
«Лучшая песня» — Максим Лесников «Унсиз сезим»
«Лучший мужской коллектив» — The Jigits
«Лучший женский коллектив» —КешYou
«Лучший коллектив» —Yes17
«Лучший дуэт» — Айкын и Сосо Павлиашвили
«Лучшая рок- группа» — LampЫ Orchestra
«Выбор Интернета» — Ернар Айдар
«За вклад в развитие шоу-бизнеса» — Карина Абдуллина
«Лучший хип-хоп проект» — Скриптонит
«Лучшее концертное шоу» — Кайрат Нуртас
«Премия имени Батырхана Шукенова» — Виктор Хоменков
«Лучший композитор» — Ринат Гайсин

## VI премия EMA-2017
17 сентября 2017 года состоялось шестое вручение премии в ледовом дворце «Алматы Арена» Ведущими церемонии награждения были Тахир Султан, Аша Матай, Арнур Истыбаев и Данияр Батырбаев.
Победители EMA-2017
«Лучший артист Евразии» — Сосо Павлиашвили
«Прорыв года» — Ayree с песней «Кешiр менi»
«Лучшая исполнительница» — Luina
«Лучший исполнитель» — Али Окапов
«Лучшее видеоклип» — Kental (Талгат Кенжебулатов) «Космос»
«Лучшая песня» — Ninety One «Қалай Қарайсың?»
«Лучший мужской коллектив» — Ninety One
«Лучший женский коллектив» — Джейран
«Лучший коллектив» —BN
«Национальный колорит» —Сиви Махмуди
«Лучший дуэт» — Сосо Павлиашвили и Алан Черкассов
«Выбор Интернета» — Ерке Есмахан
«За вклад в развитие шоу-бизнеса» — Айжан Нурмагамбетова
«Лучший хип-хоп проект» — Baller
«Лучший Life-band» — Royals
«Лучшее концертное шоу» — Алишер Каримов
«Абсолютный хит» — Black Dial с песней «Cөйле» и Макпал Исабекова с «Шын сүйемін сені»

## VII премия EMA-2018
26 августа 2018 года торжественная церемония Eurasian Music Award проходила в Астане в конгресс-центре EXPO. Ведущими церемонии награждения были Арнур Истыбаев, Асель Акасова, Азат Абыкен, Назыма Гадильбек и Мухит Сапарбаев.
Победители EMA-2018
«Дебют года» — Raim&Artur
«Лучшая исполнительница» — Камшат Жолдыбаева
«Лучший исполнитель» — Кайрат Нуртас
«Лучшее видеоклип» — Ninety One
«Лучший Q-POP-артист» — Ninety One
«Лучший танцевальный коллектив» — Wake UP
«Лучшая песня» — Luina «Hey, yo!»
«Лучший мужской коллектив» — группа Alem Band
«Лучший женский коллектив» — герлз-бэнд Shamis
«Лучший коллектив» — группа Vox Acapella
«Выбор Интернета» — Raim&Artur
«За вклад в развитие шоу-бизнеса» — Тамара Асар
«Лучший Life-band» — Группа «К-7»
«Лучшее концертное шоу» — Группа «Формат»
«Абсолютный хит» — MadMen за песню «Алма»

## VIII премия EMA-2019
14 декабря 2019 года в ледовом дворце Almaty Arena состоялась восьмая церемония вручения Евразийской музыкальной премии ЕМА-2019. Хэдлайнерами вечера стали российская певица и ведущая Юлианна Караулова, бывшая солистка группы 5sta Family и группа «Бамбинтон» (Украина).
Победители EMA-2019
«Дебют года» — женская группа D4
«Певица года» — Мадина Садвакасова
«Певец года» — Дастан Оразбеков
«Лучшее видеоклип» — Ninety One
«Лучший Q-POP-коллектив» — Ninety One
«Q-POP-проект» — Ninety One
«Королева Q-POP» — Ziruza
«Хит года» — Ninety One
«Дуэт года» — Ziruza и группа Alar «Тағы да»
«Национальный колорит» — Серик Ибрагимов
«Лучший мужской коллектив» — Alem Band
«Лучший женский коллектив» — КешYOU
«Лучший саундтрек» — композиторы Алим Заиров и Ренат Гайсин (музыка к фильму "Томирис)
«За вклад в развитие казахстанской музыки» — Алибек Днишев

## IX премия EMA-2020
28 декабря 2020 года церемония вручения премии EMA-2020 прошла в онлайн формате.
Победители EMA-2020
- «Дебют года» — DNA
- «Певица года» — Камшат Жолдыбаева
- «Певец года» — Aikyn Tolepbergen
- «Видеоклип года» — Ninety One
- «Лучший Q-POP-проект» — Ninety One
- «Королевой Q-POP» — Ziruza
- «Хит года» — Raim & Artur
- «Дуэт года» — Aidyn&Shokan Ualikhan
- «Национальный колорит» — Димаш Кудайберген
- «Лучший мужской коллектив» — Ninety One
- «Лучший женский коллектив» — Crystalz
- «За вклад в развитие казахстанской музыки» — ОРДА
- «Лучший hip-hop-проект» — V $ X V PRiNCE